# Комарівська сільська рада (Маневицький район)
| Комарівська сільська рада — орган місцевого самоврядування у Маневицькому районі Волинської області з адміністративним центром у с. Комарове. Історична дата утворення: в 1940 році. Водоймища на території, підпорядкованій даній раді: річка Стир. Сільській раді підпорядковані населені пункти: - с. Комарове - с. Новосілки |

## Склад ради
Рада складається з 16 депутатів та голови.

### Керівний склад ради
| ПІБ                   | Основні відомості                                                             | Дата обрання | Дата звільнення |
| --------------------- | ----------------------------------------------------------------------------- | ------------ | --------------- |
| Ліщук Сергій Іванович | Сільський голова, 1975 року народження, освіта, безпартійний                  | 26.03.2006   | 31.10.2010      |
| Ліщук Сергій Іванович | Сільський голова, 1975 року народження, освіта незакінчена вища, безпартійний | 31.10.2010   |                 |

Примітка: таблиця складена за даними джерела

## Населення
Згідно з переписом УРСР 1989 року чисельність наявного населення сільської ради становила 1552 особи, з яких 748 чоловіків та 804 жінки.
За переписом населення України 2001 року в сільській раді мешкало 1415 осіб.

### Мова
Розподіл населення за рідною мовою за даними перепису 2001 року:
| Мова       | Відсоток |
| ---------- | -------- |
| українська | 99,93 %  |
| російська  | 0,07 %   |